# (4231) Fireman
(4231) Fireman est un astéroïde de la ceinture principale.

## Description
(4231) Fireman est un astéroïde de la ceinture principale. Il fut découvert le 20 novembre 1976 à Harvard par l'observatoire de l'université Harvard. Il présente une orbite caractérisée par un demi-grand axe de 2,26 UA, une excentricité de 0,07 et une inclinaison de 8,6° par rapport à l'écliptique.

## Compléments